# Fortunato Maria Ercolani
Fortunato Maria Ercolani (zm. 27 grudnia 1847) – włoski duchowny katolicki, biskup, trzynasty ordynariusz nikopolski w latach 1815–1822, a następnie diecezji Civita Castellana, Orte e Gallese.

## Życiorys
Pochodził z Włoch. Data i miejsce jego urodzenia nie są znane. W młodości wstąpił do zakonu pasjonistów. 27 maja 1815 roku został prekonizowany przez papieża Piusa VII ordynariuszem nikopolskim. Sakrę biskupią otrzymał 24 września tego samego roku z rąk kardynała Antonio Gabriele Servoliego. Swoją funkcję pełnił przez siedem lat, po czym został przeniesiony do włoskiej diecezji Civita Castellana, Orte e Gallese. Zmarł w 1847 roku.